# Изет Нанић
Изет Нанић (Бужим, 4. октобар 1965 — Бужим, 5. август 1995) био је босанскохерцеговачки бригадни генерал. Током рата у Босни и Херцеговини, био је командант 505. бужимске витешке бригаде 5. корпуса Армије Републике Босне и Херцеговине.

## Биографија
Изет Нанић је рођен у Бужиму, од мајке Расиме и оца Ибрахима, као други од седам синова. Основну школу је завршио у родном месту са одличним успехом, а средњу војну (општу) школу завршио је у Загребу 1984. године. По завршетку средње школе уписује Војну академију у Београду (смер РВ ПВО) где проводи две године (1984—1986) те једну годину у Сарајеву. Војну академију завршава у Загребу 1987. године.

### Брак и деца
Оженио се 6. августа 1987. Сефијом (девојачко: Реметић) из Варошке Ријеке. У браку су добили троје деце: кћерку Изету (1988), сина Невзета (1991) и сина Ибрахима (1993).

### Ратна историја
Своје службовање у ЈНА, као поручник РВ и ПВО, проводи у Крагујевцу да би након четврте године рада напустио ЈНА почетком 1992. године. Након дезертирања из ЈНА долази са породицом у Бужим, где узима активно учешће у организацији оружане побуне и формирању првих паравојних јединица. Формира ШТО, а 1. августа 1992. постављен је на дужност команданта ШТО Бужим. Оснивач је 105. Бужимске ударне крајишке бригаде која је формирана 15. августа 1992 (касније 105. БУМБ — 505. Витешка мтбр). Формира специјалне јединице ЧСН-БСН „Хамза” и ДИВ „Газије” 5. корпуса Армије Републике Босне и Херцеговине.

### Смрт
Нанић је погинуо 5. августа 1995. године, првог дана операције Олуја у ширем рејону Ћорковаче, у акцији која је за циљ имала спајање јединица Петог корпуса Армије Републике БиХ и хрватске војске. Само пар сати пре коначне деблокаде и спајања снага Армије Републике БиХ са хрватском војском, убијен је из заседе. Нанићу и његовом брату Невзету подигнут је споменик у родној Нанића Долини покрај Бужима.
Постхумно му је додељено признање „Орден хероја ослободилачког рата” 1998. године и унапређен је у чин бригадног генерала.
У знак сећања на достигнућа у рату у Босни и Херцеговини, генерала Изета Нанића, 505. витешку брдску бригаду 5. корпуса Армије РБиХ и све погинуле војнике у Бужиму се сваке године одржава манифестација под називом „Слободарски дани витешког града Бужима” у периоду од 4. до 15. августа.

## Одликовања
- Ратно признање Златни љиљан (14. август 1994)[6]
- Постхумно Орден хероја ослободилачког рата (1998)